# Osiedle Dolinki
Dolinki – osiedle Gorzowa Wielkopolskiego położone na północnym wschodzie miasta. 

## Przemysł
Na terenie osiedla miał siedzibę producent wyrobów ze sztucznego jedwabiu, firma Silwana.

## Zieleń
Na terenie Osiedla Dolinki znajduje się Park Mikołaja Kopernika.

## Edukacja
W dzielnicy tej znajdują się szkoły publiczne:
- Szkoła Podstawowa nr 17 przy Zespole Szkół nr 3; ul. Warszawska
- Szkoła Podstawowa nr 9; ul. Nowa
- Gimnazjum nr 9; ul. Zamenhofa
- Zespół Szkół nr 3 z Gimnazjum i Liceum nr 3; ul. Warszawska
- Zespół Szkół Gastronomicznych z Technikum Gastronomicznym nr 3, Uzupełniającym Technikum Gastronomicznym nr 3, Zasadniczą Szkołą Zawodową nr 3; ul. Okólna
- Liceum Plastyczne; ul. Bema

## Komunikacja
Na osiedle można dojechać liniami MZK Gorzów Wielkopolski:
Tramwajowe:
- 1: Silwana – Wieprzyce
- 3: Silwana – Piaski (tymczasowo zawieszona)

Autobusowe:
- 102: Dekerta Szpital – Śląska - Pole Golfowe
- 107: Działkowców – Ogrody Pracownicze
- 113: Wawrów Stadion – Osiedle Staszica/TPV
- 114: Rondo Sybiraków – Ustronie
- 122: Osiedle Staszica – Janice/Czechów
- 124: Osiedle Staszica – Ustronie/Prefadom
- 125: Śląska - Pole Golfowe – Dekerta Szpital
- 126: Osiedle Staszica/TPV – Dekerta Szpital
- 135: K-SSE Małyszyńska – Ustronie
- 501: Kostrzyńska MZK – Ustronie (linia nocna)
- 201: Słowiańska – Jezioro Nierzym (linia sezonowa)

## Główne ulice
Główne ulice osiedla to:
- Podmiejska
- Walczaka
- Głowackiego
- Widok
- Okólna